# Batalla d'Arnisol
La batalla d'Arnisol de 1126 formà part de la campanya d'Alfons I d'Aragó sobre Balansiya i Qurtuba.

## Antecedents
El 1118 el concili celebrat a Tolosa (França) ofereix els beneficis de croada als que acudeixin a l'ajut del comtat d'Aragó en la conquesta de la ciutat de Saraqusta, capital de l'Emirat de Saraqusta. Saraqusta fou presa que fou presa per Alfons I d'Aragó el 18 de desembre de 1118, convertint-se en capital del Regne d'Aragó, fent que la vall de l'Ebre es desplomés, prenent els aragonesos Tudela el febrer de 1119, i conquerint l'Emirat de Qalat al-Ayyub el 1120.
Alfons I d'Aragó va iniciar una campanya sobre tes terres de Balansiya i Qurtuba atacant Al-Yazirat Suquar i Dàniyya sense èxit, avançant cap a Xàtiva, després Madina Mursiyya i fins a Vera i Almanzora per recular a Purchena i després cap a Baza que va atacar sense resultat. Va atacar Guadix, que no va poder conquerir i continuar fins al sud, arribant al mar a Almeria. El seu exèrcit va arribar a 50.000 homes pels molts mossàrabs que se li unien, i projectava, de retorn a l'Aragó atacar Granada però el mal temps i la presència d'almoràvits el van fer desistir i va aixecar el camp (22 de gener) passant per Maracena, Pinos Puente, Laseca (prop d'Alcalá la Real), Luque, Baena, Écija, Cabra i Polei.

## Batalla
Els almoràvits de Qurtuba foren derrotats a Lucena el 10 de març de 1026.

## Conseqüències
La batalla d'Arnisol per a després va passar les Alpujarras, creuar els rius Solobreña i Guadalfeo i va arribar a Vélez-Màlaga on va girar altre cop cap a Granada passant per Dilar i Alhendín on va trobar contingents musulmans als que es va enfrontar i va posar en fuita. Després va entrar a la Vega de Granada, va creuar Serra Nevada, i per Alicún, Guadix, Madina Mursiyya, Xàtiva i Alcolea de Cinca va retornar a l'Aragó.
Els resultat de la campanya fou l'allistament de molts mossàrabs andalusos i valencians, en comptes de conquestes territorials. Aquests mossàrabs van repoblar les terres conquerides de l'Ebre i del Jalón, però els mossàrabs que restaren a al-Andalus foren gairebé tots deportats o exterminats.